# Elliott Quow
Elliott Quow (ur. 3 marca 1962 w Bessemer) – amerykański lekkoatleta, sprinter, srebrny medalista mistrzostw świata z Helsinek w biegu na 200 metrów.

## Osiągnięcia
- srebro Uniwersjady (bieg na 200 m, Edmonton 1983)
- 2 złote medale igrzysk panamerykańskich (Caracas 1983, bieg na 200 m & sztafeta 4 x 100 m)
- srebro mistrzostw świata (bieg na 200 m, Helsinki 1983)

## Rekordy życiowe
- bieg na 200 m  20,16 Indianapolis, 19 czerwca 1983